# Iziane Castro Marques
Pour les articles homonymes, voir Marques (homonymie).
Iziane Castro Marques, née le 13 mars 1982 à São Luís, est une joueuse brésilienne de basket-ball, évoluant au poste d'ailière.

## Biographie
Le 6 février 2008, Seattle la transfère à Atlanta avec un premier tour de draft en échange de Roneeka Hodges et du 4e choix de la draft 2008, Alexis Hornbuckle.

## Équipe nationale
Elle dispute les Jeux olympiques d'été de 2004 (4e) puis le Championnat du monde de basket-ball féminin 2006 (4e) avec l'équipe nationale brésilienne, mais elle est écartée des Jeux olympiques d'été de 2008 à la suite d'une altercation avec l'entraîneur. Elle dispute le Championnat du monde de basket-ball féminin 2010 (9e).
Son parcours avec la sélection nationale est tourmenté puisqu'elle est renvoyée de l'équipe au cours des Jeux de Pékin pour avoir refusé de rentrer en jeu à la demande de son entraîneur Paolo Bassul. Quatre ans plus tard, elle est exclue de l'équipe quelques jours avant le tournoi olympique de Londres. Elle annonce vouloir prendre sa retraite internationale après les Jeux de Rio.

## Club
NCAA
- Florida International University

WNBA
- 2002 : Sol de Miami
- 2003 : Mercury de Phoenix
- 2005-2007 : Storm de Seattle
- 2008-2011 : Dream d'Atlanta
- 2012 : Mystics de Washington
- 2013 : Sun du Connecticut

Autres
- : Escola Batista Maranho (Brésil)
- : Beto Esportes Maranho (Brésil)
- : Juvenil (Brésil)
- : BCN Osasco (Brésil)
- : Lugo (Espagne)
- 2002-03:  Aix-en-Provence
- 2003-04 :  Salamanque
- 2004-05 :  UMMC Iekaterinbourg
- 2005-06 :  USK Prague
- 2005-06 :  Hondarribia-Irun
- 2008-09 :  Villeneuve-d'Ascq
- 2009-10 :  TS Wisła Can Pack Kraków
- 2010-11 :  Beşiktaş JK
- 2011- :  Maranhao

## Palmarès

### Club
- Euroligue 2003
- Coupe de Russie 2005

### Sélection nationale
- Jeux olympiques d'été
  - 4e aux Jeux olympiques de 2004 à Athènes
- Championnat du monde de basket-ball féminin
  - 9e au Championnat du monde 2010 en République tchèque
  - 4e au Championnat du monde 2006 au Brésil
  - 7e au Championnat du monde 2002 en Chine
  - 4e au Championnat du monde 1998
- autres
  - Vainqueur de la Copa America 2001
  - Championne d'Amérique du Sud des moins 21 ans 2000

### Distinctions personnelles
- Meilleure marqueuse de la LFB 2003
- Meilleure joueuse du championnat Pauliste en 2001
- Meilleure marqueuse du championnat Pauliste en 2001
- Meilleure débutante du championnat Pauliste en 2001
- Sélection WNBA pour de la rencontre The Stars at the Sun en 2010[6]